# ميخائيل فرنسيس (موزع)
ميخائيل فرنسيس (بالإنجليزية: Michael Francis)‏ هو موزع بريطاني، ولد في 1979 في ويلز في المملكة المتحدة.

## وصلات خارجية
- ميخائيل فرنسيس على موقع ميوزك برينز (الإنجليزية)
- ميخائيل فرنسيس على موقع ديسكوغز (الإنجليزية)